# Monster Kingdom: Jewel Summoner
Monster Kingdom: Jewel Summoner (モンスターキングダム・ジュエルサモナー) est un jeu vidéo de rôle développé par Gaia et édité par SCEI, sorti en 2006 sur PlayStation Portable.

## Accueil
- 1UP.com : C+[1]
- Electronic Gaming Monthly : 7/10[2]
- Game Informer : 6/10[3]
- GameSpot : 6,3/10[4]
- GamesRadar+ : 7/10[5]
- GameZone : 7,4/10[6]
- IGN : 7,1/10[7]